# Comitatul Chippewa, Wisconsin
Comitatul Chippewa, conform originalului din engleză,  Chippewa  County, este unul din cele 72 comitate ale statului american  Wisconsin. Sediul comitatului este localitatea Chippewa Falls. Conform recensământului din anul 2000, populația sa a fost 55.195 de locuitori.

## Demografie
|  | Graficele sunt indisponibile din cauza unor probleme tehnice. Mai multe informații se găsesc la Phabricator și la wiki-ul MediaWiki. |

Date: Wikidata - grafică realizată de Wikipedia